# Louise Dean
Louise Dean (Hastings, 1970) è una scrittrice britannica.

## Biografia
Nata nel 1970 a Hastings, vive e lavora nel Kent.
Dopo aver compiuto gli studi alla Cranbrook School e all'Università di Cambridge, ha lavorato nel campo della pubblicità in Asia e negli Stati Uniti prima di dedicarsi alla scrittura.
Con il suo romanzo d'esordio, Becoming Strangers, è entrata nella longlist del Booker Prize ed è stata insignita del Betty Trask Prize nel 2004.
In seguito ha dato alle stampe altri tre romanzi, il secondo dei quali, This Human Season ambientato a Belfast negli anni del Primo sciopero della fame, è stato tradotto in italiano come La primavera dell'odio.

## Opere principali

### Romanzi
- Becoming Strangers (2004)
- La primavera dell'odio (This Human Season, 2005), Milano, Il Saggiatore, 2007 traduzione di Claudia Valeria Letizia ISBN 978-88-428-1413-9.
- The Idea of Love (2008)
- The Old Romantic (2010)

## Premi e riconoscimenti
- Betty Trask Prize: 2004 vincitrice con Becoming Strangers
- Booker Prize: 2004 nella longlist con Becoming Strangers